# ビーナスハイツ
『ビーナスハイツ』は、1992年10月18日から1993年3月21日まで、TBS系列（ただし一部系列局除く）で放送されていたテレビドラマである。毎日放送（MBS）と東映の共同制作。放送時間は、毎週日曜23:00 - 23:30（JST）。JTの一社提供番組。本作以降、1994年6月末まで本放送枠で放送されたドラマ作品には、「JTドラマBOX」とのシリーズ名が付された。

## 概要
アパレルメーカーの男女共用独身寮を舞台とし、個性的な住人たちのドタバタ劇を描いたシチュエーション・コメディ。一話完結。

## 出演者
- 石黒賢(川島茂 役)
- 国生さゆり(斉藤さやか 役)
- 増田由紀夫(荒井武彦 役)
- 中村綾(入江智子 役)
- 川上たけし(小野寺良一 役)
- 利根川祐子(中村伸江 役)
- 東仲良(鈴木秀行 役)
- 中山玲(吉本みどり 役)

## スタッフ
- 脚本 - 武上純希、戸田山雅司、信本敬子、水橋文美江、梶本恵美、中山乃莉子、須藤泰司
- 音楽 - 杉真理
- オープニングアニメ - 自転社
- 企画 - 中曽根千治(東映)、山田尚良(毎日放送)
- プロデューサー - 手塚治(東映)、髙寺成紀(東映)、丸谷嘉彦(毎日放送)、池上司(電通)
- 監督 - 江上官、大井利夫、辻野正人

## サブタイトル
- 第1話 必見・人格改造講座
- 第2話 ぼく会社辞めます
- 第3話 焼き芋に揺れる胸
- 第4話 あぶないお留守番
- 第5話 わたし女すてます
- 第6話 暗闇にひかる目
- 第7話 たまには闘うぞ!
- 第8話 不倫してるのはだれ?
- 第9話 ピンク色のクリスマス
- 第10話 さびしい女が浮かれる時
- 第11話 ハズミでできちゃった?
- 第12話 こんなんじゃイヤイヤ!
- 第13話 おかたい娘とやわらかオヤジ
- 第14話 ルームメイトはミニスカむすめ
- 第15話 やっぱり危ない社内恋愛
- 第16話 食べごろワケあり美少年
- 第17話 下着の中まで調べたい
- 第18話 骨までシャブって
- 第19話 謎の男ベンジャミン
- 第20話 さよならにはまだ早い
- 最終話 手錠のままの初夜

## 主題歌
オープニング、エンディングともに、杉真理が担当。
- オープニング 「ヴィーナス」
- エンディング 「Best of my Love」

| 毎日放送 JTドラマBOX                          | 毎日放送 JTドラマBOX                | 毎日放送 JTドラマBOX |
| 前番組                                        | 番組名                              | 次番組               |
| --------------------------------------------- | ----------------------------------- | -------------------- |
| （枠設立前）                                  | ビーナスハイツ                      | 泣きたい夜もある     |
| 毎日放送・TBS 日曜23時台前半枠                |                                     |                      |
| 植木等デラックス 【ここまでバラエティ番組枠】 | ビーナスハイツ 【ここからドラマ枠】 | 泣きたい夜もある     |